# Orexine
Orexine, ook wel hypocretine genoemd, is een neuropeptidehormoon dat ontdekt is in 1998. Orexine is teruggevonden in alle gewervelde dieren. Orexine wordt geproduceerd in het laterale en achterste gedeelte van de hypothalamus.
In eerste instantie dacht men dat orexine vooral de eetlust stimuleert. Later werd een verband met narcolepsie gevonden, waaruit afgeleid kan worden dat orexine ook een rol speelt in het slaap-waak ritme.